# Ahmad Ali Jaber
Ahmad Ali Jaber (arabe : علي جابر أحمد) (né le 2 août 1982 à Bagdad en Irak) est un joueur de football international irakien, qui évoluait au poste de gardien de but.

## Biographie

### Carrière en sélection
Avec l'équipe d'Irak, il joue 14 matchs (pour aucun but inscrit) entre 2003 et 2008. 
Il figure dans le groupe des sélectionnés lors des coupes d'Asie des nations de 2004 et de 2007. Il participe également à la coupe des confédérations de 2009.
Il joue enfin quatre matchs comptant pour les tours préliminaires de la coupe du monde 2002 et dispute la Coupe du monde des moins de 20 ans 2001 organisée en Argentine.

## Palmarès
Avec l'Irak, il remporte la Coupe d'Asie des nations en 2007 en battant l'Arabie Saoudite en finale.